# Мельников, Валентин Викторович
Валенти́н Ви́кторович Ме́льников (род. 18 июля 1957) — российский эсперантист, переводчик, журналист, поэт, сотрудник редакции журнала «La Ondo de Esperanto». Игрок в спортивный вариант популярной телеигры «Что? Где? Когда?».

## Биография
Окончил Московский химико-технологический институт им. Д. И. Менделеева в 1980 году. В «Что? Где? Когда?» играет с 1992 года, в командах Вадима Калашникова (1992—95), «Московские Студенты» (капитан Андрей Кузьмин, 1995—2003), «Неспроста» (капитан Анатолий Белкин), 2005—2009, «Дорогой Леонид Ильич» (капитан Мустафа Умеров, 2010—2014). Чемпион высшей лиги чемпионата Москвы по ЧГК (2003/04), чемпион России по ЧГК (2006), 3-е место в чемпионате мира по ЧГК (2003).
Несколько лет успешно играл в телевизионной «Своей игре», также играл там в составе второй команды гроссмейстеров Кубка Вызова в 2002 году.
Автор статьи об эсперанто в «Энциклопедии для детей» издательства «Аванта+» (1998). Перевёл на эсперанто роман в стихах А. С. Пушкина «Евгений Онегин» (издан в 2005 году), а также ряд произведений Л. Н. Толстого и А. П. Чехова. Его оригинальные произведения на эсперанто (поэзия и проза) изданы в нескольких сборниках. В журналах опубликовано несколько сотен литературных рецензий. В 2019 году избран действительным членом Академии эсперанто.
В своих переводах поэтических произведений с русского на эсперанто В. Мельников стремится точнее передать как содержание, так и эмоциональную сторону стихотворения; это хорошо иллюстрирует приводимый здесь перевод одного из четверостиший Игоря Губермана, в котором изменён стихотворный размер (используемые в оригинале дактилические рифмы неорганичны для эсперанто с его фиксированным ударением на предпоследнем слоге), но сохранены дух и стилистика:
| На мои вопросы тихие о дальнейшей биографии отвечали грустно пифии: нет прогноза в мире мафии. | Al miaj kvietaj demandoj pri tio, ĉu bonos daŭrigo de l’ biografio, kun vera malĝojo respondis pitio: ne eblas prognoz’ en la mond’ de l’ mafio. |

Был женат на музыкальном педагоге Ирине Леонидовне Мироновой (1949—2015).